# IC 1768
IC 1768 је лентикуларна галаксија у сазвјежђу Пећ која се налази на листи објеката дубоког неба у Индекс каталогу.
Деклинација објекта је - 25° 1' 35" а ректасцензија 2h 0m 49,8s. Привидна величина (магнитуда) објекта IC 1768 износи 13,0 а фотографска магнитуда 14,0. IC 1768 је још познат и под ознакама MCG -4-5-26, ESO 477-21, PGC 7636.